# علی بومنجل
علی بومنجل (انگلیسی: Ali Boumendjel; ۲۴ مهٔ ۱۹۱۹ – ۲۳ مارس ۱۹۵۷) سیاستمدار، وکیل و یک انقلابی اهل الجزایر بود. 

## زندگی‌نامه
بومنجل در غلیزان در خانواده‌ای تحصیل کرده از منطقه بنی ینی به دنیا آمد، و در کالج دوویریر در البلیده تحصیل کرد و در آنجا با دیگر چهره‌های آینده انقلاب الجزایر مانند آبانه رامدان، بن یوسف بن خده و سعد دهلاب آشنا شد. او سپس حرفه خود را تغییر داد و به فراگرفتن قانون متمایل شد و روزنامه نگار مجله Egalité  شد که تحت کنترل وحدت‌گرایان فرحات عباس بود. در طول انقلاب او به همراه جک ورجس یکی از وکلای بسیاری شد که برای ملی‌گرایان الجزایری کار می‌کرد. در سال ۱۹۵۵، پس از آزادی دوست قدیمی‌اش رامدان از زندان
همراه او به  جبهه آزادیبخش ملی FLN پیوست. رامدان به بومنجل توصیه کرد جهت‌گیری حرفه‌ای خود را تغییر دهد
بنابراین او به بخش دعاوی حقوقی شرکت رویال داچ شل
پیوست در حالیکه هنوز در FLN به ستیزه‌جویی خود ادامه می‌داد.

## فعالیت سیاسی
علی در رشته حقوق تحصیل کرد و وکیل شد. بیداری سیاسی او در ایام جبهه ملی صورت گرفت. این با فراخوانی برای رهایی ملت الجزایر توسط مصالی الحاج و حساس بودن به تعهد و بسیج کمونیستی در کنگره مسلمانان مشخص شد. او از خدمت سربازی در ارتش فرانسه امتناع کرد که باعث شد لیستی از فعالیت‌های ضد فرانسوی برایش درست شود و به عنوان یک ملی‌گرای خطرناک شناخته شود. 

## درگذشت
بومنجل در ۹ فوریه ۱۹۵۷ دستگیر شد و بیش از یک ماه تحت شکنجه فرمانده پل اوسرس و افرادش قرار گرفت. در ۲۳ مارس، در ابیار، خارج از الجزیره، او را از طبقه ششم یک ساختمان به بیرون پرتاب کردند و در گذشت. مرگ او به عنوان خودکشی عنوان شد. چهل و سه سال بعد، در سال ۲۰۰۰، اوسرس اعتراف کرد که بومنجل به قتل رسیده‌است. 

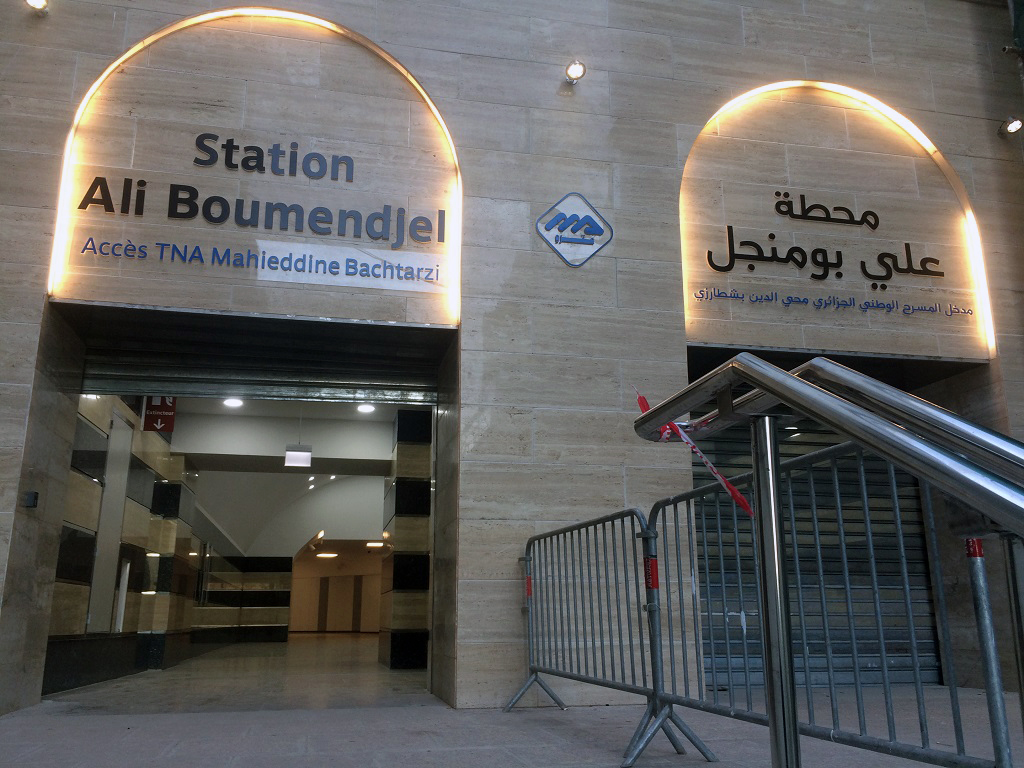
ایستگاه متروی علی بومنجل درالجزیره

## یادبود و احترام
یک خیابان و یک ایستگاه مترو در الجزیره و همچنین درزادگاهش، شهر علیزان، به نام او گذاشته شده است.